# إدوارد ميتغود
إدوارد ميتغود (بالهولندية: Edward Metgod) (19 ديسمبر 1959 بأمستردام في هولندا - ) هو مدرب كرة قدم ولاعب كرة قدم هولندي في مركز حراسة المرمى. شارك مع منتخب هولندا لكرة القدم. أما مع النوادي، فقد لعب مع سبارتا روتردام ونادي هارلم.